# 日本助産師会
公益社団法人日本助産師会（にほんじょさんしかい, Japanese Midwives Association）は、助産師の職能団体で、助産師の職能向上を目的としている。主たる活動としては、助産師の雇用、労働条件の推進、出産の知識や母子保健に関する知識の普及から助産師の地位向上、活動領域の拡大とPRなどを行っている。同会は、出産事故などの損害保険に団体として加入。

## 歴史
1927年に日本産婆会として設立。第2次世界大戦後の1946年に連合国軍最高司令官総司令部の指導により、帝国看護協会と日本保健婦協会の2団体と合併して日本産婆看護婦保健婦協会（現・日本看護協会）を結成し、同協会の助産婦部会として活動することになる。しかし意見の対立や抵抗などから1955年に同協会から脱会し、6万人で日本助産婦会を設立。2002年に日本助産師会と改称した。

## 東洋医学、代替医療、ホメオパシーとの関係
西洋医学を助産師業務の基盤としつつも、東洋医学、代替医療を用いる場合もあることを認めている。かつて疑似科学と批判されるホメオパシーをセミナー等で会員に勧めたことがあり、2009年の山口新生児ビタミンK欠乏性出血症死亡事故ではビタミンK欠乏性出血症を起こして死亡した新生児の母親が日本助産師会所属の助産師を相手取って訴訟を起こしている。この事故を受けて日本助産師会は声明を発表し、「助産師は、女性や新生児が本来持っている力を最大限に発揮できるよう支援している。それゆえ、生理的な自然の力を重視し、業務を行っている。助産師は、活動の対象としている人々に対して、人間存在を全体的に捉えるべきであると考えている。」とし、西洋医学以外の考え方をケアに用いる可能性を認めつつも、「助産学に付随する医学の考え方の基盤は、いうまでもなく西洋医学であり、あくまでも西洋医学的見解を主に助産学が展開されている」として、ホメオパシー等代替医療の積極的な利用はその本分ではないとした。ただし、同会の総務担当理事（当時）でありプロフェッショナル 仕事の流儀などマスメディアにもたびたび「カリスマ助産師」としてとりあげられた神谷整子もホメオパシーに傾倒しており、朝日新聞の取材に対して新生児へ投与するK2シロップのかわりにレメディーを使用していたことを認めている。
その後、2010年8月24日に日本学術会議から「「ホメオパシー」の治療効果は科学的に明確に否定されており医療従事者が治療に使用することは厳に慎むべき行為」との談話が発表されたことを受け、「会員に対し、助産業務としてホメオパシーを使用しないよう徹底いたします」と明言した。